# Интерактивная психодиагностика
Интерактивная психодиагностика (от англ. interaction — «взаимодействие», греч. ψυχή — душа, и греч. διαγνωστικός — способный распознавать) — раздел психодиагностики, включающий методы, для реализации которых, необходимо взаимодействие респондента с реактивным объектом (специальным прибором) или активным субъектом (человеком, психологом).

## Аппаратная интерактивная психодиагностика
Включает методы, реализация которых не возможна без использования специального аппаратного обеспечения. Сбор данных происходит при взаимодействии респондента с прибором, который реагирует на его действия определенным образом. Обработка данных их анализ и представление результатов возможны и производится исключительно при помощи вычислительной техники.

### История развития
Методы аппаратной интерактивной психодиагностики развивались параллельно с развитием техники.
Одним из первых методов интерактивной психодиагностики можно считать циклографический метод регистрации движений Н. Бернштейна предназначенный для изучения ориентировочной деятельности. Установка состояла из объемного лабиринта в котором сверху, на расстоянии 120 мм вмонтирована фотокамера с обтюратором перед объективом. При обороте обтюратора объектив открывался 5 раз в секунду. На фотопластине регистрировалось положение руки респондента с зафиксированной на ней лампочкой.

Прибором, способным к необходимо и достаточно сложному взаимодействию с человеком стала ЭВМ, оснащенная специальным программным обеспечением. Появилась возможность регистрировать и изучать поведение и ориентировочную деятельность человека в специально созданной виртуальной среде.

### Методы аппаратной интерактивной психодиагностики
(в списках приведены программы в которых реализованы методы)
- Метод сенсомоторных задач
  - Сопряженная моторная методика А. Лурия
    - MindLatent[2]
    - MindReader[3]
    - Sprint Test
    - Biomouse
- Метод перцептивно-моторных задач
  - Метод цветовых градиентов
    - Emograf[4]

## Интерактивная психодиагностика при взаимодействии исследователя и испытуемого
Предполагают исследование личностных особенностей на основе взаимодействия
исследователя и испытуемого. Контакт с испытуемым не исчерпывается вербальной коммуникацией и может включать также совместные действия.